# Округ Минерал (Колорадо)
Минерал (енгл. Mineral County) је округ у америчкој савезној држави Колорадо. По попису из 2010. године број становника је 712. Седиште округа је град Крид.

## Демографија
Према попису становништва из 2010. у округу је живело 712 становника, што је 119 (14,3%) становника мање него 2000. године.
| Група             | 2000.       | 2010.       |
| Белци             | 793 (95,4%) | 678 (95,2%) |
| Афроамериканци    | 0 (0,0%)    | 2 (0,3%)    |
| Азијати           | 0 (0,0%)    | 1 (0,1%)    |
| Хиспаноамериканци | 17 (2,0%)   | 21 (2,9%)   |
| Укупно            | 831         | 712         |